# Workpoint TV
Workpoint TV是泰国的数字电视频道，由母公司工分娱乐公共有限公司运作。

## 奖项与提名
- 2020年度灾害媒体奖
- 2020年度社会福利机构奖
- 第31届金电视奖2016年度优秀电视节目推广奖
- 2016年梅哈拉之星最佳数码频道奖
- 玛雅杰出发展数字电视台奖（玛雅频道）
- Me Awards 2015创意娱乐奖（Me Magazine）
- 皇家学院奖
- 第三届象头神最佳数字电视台奖